# Peperomia micromamillata
Peperomia micromamillata är en pepparväxtart som beskrevs av William Trelease. Peperomia micromamillata ingår i släktet peperomior, och familjen pepparväxter. Inga underarter finns listade i Catalogue of Life.